# Ryan Whiting
Pour les articles homonymes, voir Whiting (homonymie).
Ryan Whiting (né le 24 novembre 1986 à Harrisburg) est un athlète américain spécialiste du lancer du poids et du lancer du disque.

## Biographie
Étudiant à l'Université d'État de l'Arizona, il remporte les titres du lancer du poids et du lancer du disque lors des Championnats panaméricains juniors de 2005. 
Il s'impose en 2008 à Fayetteville lors des Championnats NCAA en salle et signe un nouveau record universitaire des États-Unis avec un jet à 21,73 m. Il remporte deux nouveaux titres NCAA dès l'année suivante en s'imposant lors des compétitions en salle et en plein air. En 2010, l'Américain remporte les Championnats NCAA en plein air après avoir décroché son troisième titre d'affilée en salle en début de saison. A Eugene, Whiting enlève le titre du lancer du poids et établit avec 21,97 m la cinquième meilleure performance mondiale de l'année. Il s'impose par ailleurs dans l'épreuve du lancer du disque.
Le 27 février 2011, lors des Championnats des États-Unis d'athlétisme en salle à Albuquerque, il signe la MPMA en finale du concours du lancer du poids avec 21,35 mètres.
Avec 21,60 m, il est le second meilleur performeur mondial de 2012 à l'approche des championnats du monde en salle 2012 devancé par son compatriote Reese Hoffa et ses 21,87 m réalisés le 28 janvier 2012. Le 9 mars, à Istanbul, Ryan Whiting devient champion du monde en salle du lancer du poids en portant son record à 22,00 m. Il devance en finale l'Allemand David Storl et le Polonais Tomasz Majewski. Il participe aux Jeux olympiques de 2012 à Londres et se classe neuvième de la finale avec 20,64 m.
Auteur d'un nouveau record personnel en plein air à 22,28 mle 10 mai 2013 à Doha, Ryan Whiting remporte les Championnats des États-Unis 2013, à Des Moines, avec un jet à 22,11 m. Lors des Championnats du monde de Moscou, il atteint la marque de 21,57 m et remporte la médaille d'argent, devancé par l'Allemand David Storl (21,73 m).
En début de saison 2014, l'Américain porte son record personnel en salle à 22,23 m lors de sa victoire aux championnats des États-Unis en salle d'Albuquerque. Le 7 mars, à Sopot en Pologne, il remporte les Championnats du monde en salle pour la deuxième fois après son titre acquis en 2012 à Istanbul. Il établit son meilleur lancer à son quatrième essai avec 22,05 m.

## Palmarès

### International
| Date | Compétition                        | Lieu             | Résultat | Épreuve | Marque  |
| ---- | ---------------------------------- | ---------------- | -------- | ------- | ------- |
| 2005 | Championnats panaméricains juniors | Windsor          | 1er      | Poids   | 19,75 m |
| 2005 | Championnats panaméricains juniors | Windsor          | 1er      | Disque  | 61,40 m |
| 2011 | Championnats du monde              | Daegu            | 6e       | Poids   | 20,75 m |
| 2012 | Championnats du monde en salle     | Istanbul         | 1er      | Poids   | 22,00 m |
| 2012 | Jeux olympiques                    | Londres          | 9e       | Poids   | 20,64 m |
| 2013 | Championnats du monde              | Moscou           | 2e       | Poids   | 21,57 m |
| 2013 | Ligue de diamant                   | Ligue de diamant | 1er      | Poids   | détails |
| 2014 | Championnats du monde en salle     | Sopot            | 1er      | Poids   | 22,05 m |
| 2017 | Championnats du monde              | Londres          | 7e       | Poids   | 21,09 m |
| 2018 | Championnats du monde en salle     | Birmingham       | 7e       | Poids   | 21,03 m |
| 2018 | Ligue de diamant                   | Ligue de diamant | 8e       | Poids   | 20,56 m |

### National
- Championnats des États-Unis :
  - Salle : vainqueur du lancer du poids en 2011 et 2013
  - Plein air : vainqueur du lancer du poids en 2013, 2e en 2012

- Championnats NCAA :
  - Salle : vainqueur du lancer du poids en 2008, 2009 et 2010
  - Extérieur : vainqueur du lancer du poids en 2009 et 2010, du lancer du disque en 2010

## Records
| Épreuve         | Épreuve      | Performance | Lieu        | Date            |
| --------------- | ------------ | ----------- | ----------- | --------------- |
| Lancer du poids | En plein air | 22,28 m     | Doha        | 10 mai 2013     |
| Lancer du poids | En salle     | 22,23 m     | Albuquerque | 23 février 2014 |